# Real Sociedad Española de Física y Química

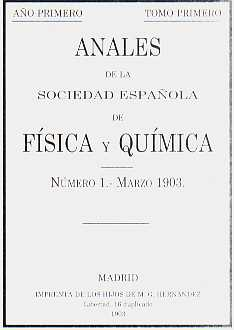
Portada del primer número de la revista

La Real Sociedad Española de Física y Química (RSEFQ) fue una sociedad científica española, fundada en enero de 1903 en la Universidad Central de Madrid. Su primer presidente fue José Echegaray Eizaguirre y casi todos sus primeros miembros fundadores pertenecían a la Academia de Ciencias. El objetivo fundacional era el fomento del estudio de estas dos ciencias y la publicación de trabajos sobre las mismas. 
En 1980 se escindió en dos nuevas sociedades: la Real Sociedad Española de Física (RSEF) y la Real Sociedad Española de Química (RSEQ).

## Historia
La sociedad se constituye el 23 de enero de 1903 con el nombre de Sociedad Española de Física y Química (SEFQ) y muy pronto comienza a publicar la revista Anales de la Sociedad Española de Física y Química. El número de socios fue de 263 durante el primer año.
En los años 20 se producen avances considerables fruto de una internacionalización creciente, con el envío al extranjero de científicos españoles becados, la visita a España de numerosos físicos y químicos punteros procedentes de otros países, y la incorporación a sociedades internacionales como la IUPAC.  En 1928, con motivo del 25º aniversario de su fundación, la sociedad fue distinguida por el rey Alfonso XIII y a partir de entonces recibe el nombre de Real Sociedad Española de Física y Química. A partir de esta fecha se empiezan a crear las secciones locales (Sevilla, Barcelona, Madrid, Valencia) y se celebrarán las reuniones bienales de la sociedad. 
En 1930 crea el Premio "Alonso Barba", que se concede a Isidro Parga Pondal. En 1934, la Real Sociedad se encargó de la organización del IX Congreso Internacional de Química en Madrid, con la asistencia de 1.500 químicos de todos los países. El número de socios siguió creciendo hasta contabilizar unos 1400 durante la Segunda República (hacia 1935). El paréntesis obligado por la guerra civil española y sus consecuencias supondrían un retroceso del que no se podría salir hasta la década de los 50.
La mejoría económica posterior y el desarrollismo de los 60 traerían un nuevo impulso con la apertura de nuevas universidades, la consolidación del CSIC y la apertura de la ciencia española al exterior. Se generalizan las secciones territoriales y la aparición de numerosos grupos especializados dentro de la sociedad (como el grupo de química orgánica y bioquímica creado en 1967). A diferencia de otros países, siempre se echó en falta una mayor aportación de las iniciativas industriales privadas. 
A finales de los años 70, tras valorar el impresionante aumento en la cantidad de las producciones científicas españolas sobre física y química, y la incesante especialización de estas disciplinas, se decide la escisión de la sociedad en dos ramas independientes, las Reales Sociedades de Química (RSEQ) y de Física (RSEF), continuadoras de la labor de la sociedad matriz que celebró su última reunión bienal en Burgos del 29 de septiembre al 3 de octubre de 1980.

## Presidentes de la RSEFQ
La Real Sociedad Española de Física y Química elegía inicialmente a sus presidentes por períodos de un año. Posteriormente fue normal la permanencia en el cargo durante varios años consecutivos.
- 1903 José Echegaray Eizaguirre
- 1904 Gabriel de la Puerta y Ródenas
- 1905 José Rodríguez Carracido
- 1906 José María de Madariaga y Casado
- 1907 José Muñoz del Castillo
- 1908 Eduardo Mier y Miura
- 1909 Enrique Hauser Neuberger
- 1910 Alfredo Mendizábal
- 1911 José Casares Gil
- 1912 Francisco Iñiguez
- 1913 Vicente Felipe Lavilla
- 1914 Carlos Barrios
- 1915 Toribio Cáceres de la Torre
- 1916 Blas Cabrera y Felipe
- 1917 Obdulio Fernández y Rodríguez
- 1918 Juan Flórez Posada
- 1919 Domingo de Orueta
- 1920 Leonardo Torres y Quevedo
- 1921-22 Ricardo Aranaz e Izaguirre
- 1923-24 Blas Cabrera y Felipe
- 1925-26 Obdulio Fernández y Rodríguez
- 1927-28 Julio Palacios Martínez
- 1929-31 Enrique Moles y Ormella
- 1932-33 Luis Bermejo Vida
- 1934-35 Ángel del Campo y Cerdán
- 1936 Arturo Duperier Vallesa
- 1939-41 Luis Bermejo Vida
- 1942 José García Siñériz y Pardo-Moscoso
- 1942-49 Antonio Ríus Miró
- 1949-53 Manuel Lora-Tamayo Martín
- 1954-58 José María Otero Navascués
- 1958-62 Juan Luis de la Infiesta Molero
- 1962-66 Armando Durán Miranda
- 1966-70 Enrique Gutiérrez Ríos
- 1970-74 José Aguilar Peris
- 1974-78 José Miguel Gamboa Loyante
- 1978-80 Carlos Sánchez del Río y Sierra

## Publicaciones
La principal publicación de la sociedad era la revista Anales de la SEFQ que tuvo varias épocas con cambios de denominación.
- Anales de la Sociedad Española de Química y Física, desde el volumen 1 (1903) hasta el volumen 30 (1928), (ISSN 0365-6675, CODEN ASEFAR).
- Anales de la Real Sociedad Española de Química y Física, desde el volumen 31 (1929) hasta el volumen 36 (1940), (ISSN 0365-6675, CODEN ASEFAR).
- Anales de Química y Física, desde el volumen 37 (1941) hasta el volumen 43 (1947), (ISSN 0365-2351, CODEN AFQMAH).

A partir del volumen 44 (1948), la revista se dividió en dos títulos de serie:
- Anales de la Real Sociedad Española de Física y Química / Serie A, Física, desde el volumen 44 (1948) hasta el volumen 63 (1967) (ISSN 0034-0871, CODEN ARSFAM).
- Anales de la Real Sociedad Española de Física y Química / Serie B, Química, desde el volumen (1948) hasta el volumen 63 (1967), (ISSN 0034-088X, CODEN ARSQAL).

Desde el volumen 64 (1968) hasta el volumen 75 (1979), la serie A (Física) se convirtió en la revista Anales de Física (ISSN 0365-4818, CODEN ANFIA6) y la serie B (Química) se continuó publicando con el título Anales de Química (ISSN 0365-4990, CODEN ANQUBU).